# 日日精彩
日日精彩（英語：Big Party），是一匹曾在香港出賽的已退役賽駒，練馬師是羅富全。

## 簡介
2018年10月13日，「日日精彩」於香港首次出賽。
2018年12月2日，「日日精彩」打開其在港的勝利之門。
2019年12月29日，利敬國策騎「日日精彩」勝出國際三級賽洋紫荊短途錦標。賽後，利敬國說道：「毫無疑問，牠已有足夠實力在一級賽中爭勝，牠潛力優厚，我認為牠力足挑戰任何一匹頂級對手。雖然今仗牠擊敗的對手並非是城中最出色的短途馬，但其實今仗的參賽馬匹實力亦不弱，而牠能以具說服力的姿態取勝，牠今次的贏馬賽績是值得尊重。」雖然練馬師羅富全對是否讓「日日精彩」出爭國際一級賽百週年紀念短途盃的語氣較為保守，但是這不表示他對這匹四歲新星能否與其他一級賽佳駟如廄侶「紅衣醒神」等媲美存有疑問。他說：「大家都可從今仗看到，『日日精彩』可望成為香港最佳短途佳駟之一，目前牠仍年輕，希望日後牠能更進一步。」他續說：「牠的背部及膝部曾有過一些問題，但現時一切正常，我需要小心照料牠，牠不是一匹容易訓練的馬，由牠至今若非贏馬便不入位置的賽績便可見一班。」
2021年5月18日，「日日精彩」被獸醫發現兩邊腕部患有嚴重關節炎、一對前蹄球節患有中度關節炎，5月20日被送往從化馬場休養，5月25日宣告退役，正式結束其競賽生涯。

## 在港勝出賽事全紀錄
| 比賽日期   | 賽事名稱                 | 賽事班次 | 賽道 | 賽事路程 | 比賽馬場   | 名次 | 完成時間 | 騎師   |
| ---------- | ------------------------ | -------- | ---- | -------- | ---------- | ---- | -------- | ------ |
| 02/12/2018 | 中間讓賽                 | 第四班   | 泥地 | 1200米   | 沙田馬場   | 1    | 1:08.61  | 利敬國 |
| 01/01/2019 | 鳳凰山讓賽               | 第三班   | 草地 | 1200米   | 沙田馬場   | 1    | 1:08.99  | 利敬國 |
| 18/05/2019 | 香港賽馬會社群盃（讓賽） | 第三班   | 草地 | 1200米   | 沙田馬場   | 1    | 1:08.41  | 潘頓   |
| 18/12/2019 | 水星讓賽                 | 第二班   | 草地 | 1200米   | 跑馬地馬場 | 1    | 1:08.64  | 莫雷拉 |
| 29/12/2019 | 洋紫荊短途錦標（讓賽）   | G3       | 草地 | 1000米   | 沙田馬場   | 1    | 0:55.71  | 利敬國 |

## 在港一級賽出賽全紀錄
| 比賽日期   | 賽事名稱           | 賽事班次 | 賽道 | 賽事路程 | 比賽馬場 | 名次 | 完成時間 | 騎師   |
| ---------- | ------------------ | -------- | ---- | -------- | -------- | ---- | -------- | ------ |
| 26/04/2020 | 主席短途獎         | G1       | 草地 | 1200米   | 沙田馬場 | 10   | 1:09.19  | 梁家俊 |
| 13/12/2020 | 浪琴表香港短途錦標 | G1       | 草地 | 1200米   | 沙田馬場 | 12   | 1:09.80  | 蔡明紹 |
| 24/01/2021 | 百週年紀念短途盃   | G1       | 草地 | 1200米   | 沙田馬場 | 3    | 1:08.29  | 田泰安 |
| 25/04/2021 | 主席短途獎         | G1       | 草地 | 1200米   | 沙田馬場 | 9    | 1:09.66  | 田泰安 |

## 外部連結
- . 2019-12-29  [2019-12-29]. （原始内容存档于2020-09-16）.